# Sittiparus varius
Sittiparus varius là một loài chim trong họ Paridae.